# پهیر ایشن دوم
پهیر ایشن دوم برادر اونتش نپیریشه بوده‌است. اونتش نپیریشه از پادشاهان معروف سلسلۀ ایلام  و از دودمان ایگه هلکی است. طبقه‌بندی دستگاه حکومت در دورۀ عیلام میانه به گونه‌ای بوده که بعد از شاه نایب‌السلطنه‌ای وجود داشته و احتمال می‌رود پهیر ایشن دوم نایب السلطنهٔ برادرش، یعنی اونتش نپیریشه بوده‌باشد.
پهیر ایشن دوم، دو پسر به نام‌های اونپتر نپیریشه و کیتن هوتران داشته که بعد از اونتش نپیریشه به ترتیب بر تخت شاهی نشسته‌اند؛ زیرا اونتش نپیریشه پسری نداشت.
اونپتر نپیریشه پسر بزرگ  پهیر ایشن دوم  در سال ۱۲۴۰ پیش از میلاد حکومت را به دست گرفت ولی مدت زیادی فرمان نراند و احتمالاً در سال ۱۲۳۵ پیش از میلاد برادرش کیتن هوتران برجای او نشسته‌است.